# Val-d'Usiers
Val-d'Usiers is een fusiegemeente (commune nouvelle) in het Franse departement Doubs (regio Bourgogne-Franche-Comté). De plaats maakt deel uit van het arrondissement Pontarlier. Val-d'Usiers is op 1 januari 2024 ontstaan door de fusie van de gemeenten Bians-les-Usiers, Goux-les-Usiers en Sombacour.  